# Piano Extremist
Piano Extremist (також відомий як Піаніст Майдану) — український піаніст та композитор, художник. Історія людини, яка створила образ, що облетів увесь світ. Образ, який сформувався у сучасного покоління українців після подій Майдану під час Революції Гідності. Завдяки важливій історичній складовій та через прихильність автора проєкту до класичної музики, жанр його власної творчості можна назвати історичною неокласикою.

## Біографія
У 2014 році Piano Extremist уперше зіграв на Хрещатику твір «Ludovico Einaudi — Nuvole bianche», та був одягнений у балаклаву та бронежилет. На «YouTube» його відео набрало понад 500 000 переглядів, і стало музичним символом Майдану.
Восени того ж року разом із батальйоном «Дніпро-1» завітав до зони АТО, започаткувавши АТО-тур під гаслом: «Ми захистимо тих, хто захищає нас!». Мандрував переважно центральною і східною Україною, завітавши до понад 50 міст із благодійними вуличними концертами.
Загалом з 2014 до 2018 року Piano Extremist зробив більше 300 концертів Україною: Північ, Південь (блок-пост Чонгар), Західна, а також – Східна частини України, почули живі виступи.
Навесні 2014 Piano Extremist написав свій перший власний твір «Небесній сотні», а згодом, перед початком збройної агресії Росії проти України - «У кожного своя війна». Вже у 2015 році він записує свій перший альбом на дніпровській студії і називає його слоганом, який під час сутичок з правоохоронцями, які били і катували українських активістів в час Революції, був намальований на його дерев’яному щиті  - «Захист вільних сердець» (2015)та відвідав ряд українських міст, презентуючи його.
Альбом мав електронну версію і був завантажений на ресурс soundcloud.  Лише через чотири роки, вже доповнений новими інструментами та електронним звучанням, був перезаписаний на київській студії і отримав свій живий аналог, з обкладинкою і власними ескізами засновника проєкту.
Завдяки важливій історичній складовій та через прихильність автора проекту Богдана до класичної музики, жанр його власної творчості можна назвати історичною неокласикою. Втім, сам засновник віддає перевагу гаслу «Музика – моя зброя», і вважає, що краще за всі визначення  говорить до людей саме його жива гра, у яку він вкладає всього себе.
В 2019 році через важку хворобу Піаніст припинив виступи і зосередився на живописі, який став частиною його життя в перервах між концертами.
Під час виступів він завжди одягає балаклаву та ретельно приховує своє обличчя.
Музика не єдине, через що Маестро виражає власні почуття, думки, та розповідає те, що він бачив наживо. З часом Богдан почав писати картини.

## Інструмент свободи
Піаніст Майдану грав на різних фортепіано, що були розставлені в різних місцях Майдану під час Революції Гідності: в Профспілках, під КМДА та в Українському домі. Потім такі інструменти, розставлені на Майданах різних міст прозвали "Інструмент Свободи".

## Живопис
В 2017 році Piano Extremist розширив обрії своєї творчості і почав малювати.  Після перебування в зоні АТО приїхав відпочити до Одеси, всього на три дні.  Дуже давно не був на морі, тож бігав декілька разів на день купатись, навіть незважаючи на холод.  Ці три дні проживав у знайомої з батальйону, а її дочка займалася живописом. Тож перші кілька днів просто спостерігав, як вона малює, а вже на останній день перебування в  Одесі попросив провести майстер клас. Вона погодилась і тоді було створено перші три картини, 10х15, олійними фарбами. Всі свої картини називав дилетантськими, але коли через фейсбук люди почали купувати їх, почав працювати серйозно над вдосконаленням техніки. Весь біль і жах, які супроводжували його і країну, людей, дотичних до війни, він почав проявляти тепер і у живописі, який співзвучав з його музичною творчістю. 
Більшість робіт Богдана присвячені подіям АТО, подекуди це впізнавані ДАП(Донецький Аеропорт), або АТО-вці, на інших роботах абстрактні плями та лінії (серія maznyamaestro [Архівовано 18 січня 2022 у Wayback Machine.]). Багато з них кожна людина сприймає по різному, але незабутні враження по собі вони лишають в кожного. Ці роботи зачіпають щось глибко всередині, те, про що ми намагаємось не згадувати кожного дня, або навіть навмисно обходимо ці теми стороною, те, про що ми мовчимо. 
В 2020 році Piano Extremist починає експериментувати і намагається свої концерти супроводжувати експозиціями власних робіт. Так був зроблений міні-тур Україною перед карантином у зв’язку з пандемією Covid-19.
Наразі написано більше 500 картин.

### Серії картин
- sketchbookofwar [Архівовано 18 січня 2022 у Wayback Machine.]
- maznyamaestro [Архівовано 18 січня 2022 у Wayback Machine.]
- autumn_porn [Архівовано 18 січня 2022 у Wayback Machine.]
- Акварельні мініатюри. Графіка [Архівовано 18 січня 2022 у Wayback Machine.]

## Фільмографія
- Участь у фільмі.  У 2014 році польська режисерка Дригас зняла документальний фільм Piano [Архівовано 4 грудня 2020 у Wayback Machine.], в якому одним з Героїв став Піаніст Екстреміст – там він вперше розповів про свою долю і шлях, яким прийшов на Майдан…

Фрагмент фільму [Архівовано 4 грудня 2020 у Wayback Machine.]
- Музика до фільму "Іловайськ. Лицарі неба" [Архівовано 4 грудня 2020 у Wayback Machine.]. Фільм "Іловайськ. Лицарі неба" [Архівовано 4 грудня 2020 у Wayback Machine.] базується на інтерв’ю з рідними, друзями і побратимами полеглих героїв, а також архівних матеріалах. Зйомки проходили в кількох містах України. Режисер - Катерина Стрельченко, «12-Й КАДР».

До фільму увійшло три версії твору "Іловайськ (присвячення Тарасу Брусу)".

## Цікаві факти
- Назву Piano Extremist була придумана завдяки російському пропагандисту, який негативно відгукувався про учасників української Революції Гідності.
- Перші концерти Піаніст грав на спеціально приготовлених волонтерами (знайдених, відданих, куплених за безцінь) вуличних фортепіано у різних містах України, деякі організатори навіть розмальовували інструменти спеціально для виступів в знак поваги до музиканта і до учасників Революції.
- Подальші концерти Піаніст проводив за допомогою власних інструментів –Kurzweil, Yamaha, які йому подарували меценати та прихильники творчості.
- Був добровольцем на Сході і допомагав парамедикам
- Піаніст не любить давати інтерв’ю до виступів і дуже рідко – після, пояснює це не «зірковою хворобою», а дуже сильною втомою і напругою, адже кожен концерт для нього це «перевтілення» і проживання знову і знову тих подій, які відображені у музичних композиціях.

## Дискографія

### Альбоми
Захист вільних сердець (2015)
- Apple Music [Архівовано 29 грудня 2020 у Wayback Machine.]
- Spotify [Архівовано 17 травня 2021 у Wayback Machine.]
- YouTube Music
- Pandora

### Твори
- Небесна Сотня [Архівовано 29 січня 2021 у Wayback Machine.]
- У кожного своя війна [Архівовано 28 січня 2021 у Wayback Machine.]
- Morning After Terrible Night [Архівовано 19 лютого 2021 у Wayback Machine.]
- Іловайськ. Присвячення Тарасу Брусу [Архівовано 17 лютого 2021 у Wayback Machine.]
- Прогулянка з Тим, кого немає
- Душа героя
- Зима
- Дівчина, яка надихнула піаніста. Пам'яті дружини та сина
- Ранок після страшної ночі
- Прогулянка з Тим, кого більше немає [Архівовано 17 лютого 2021 у Wayback Machine.]
- Словянськ. Відродження
- Серце
- Чонгар. Присвячуються Олегу Сенцову [Архівовано 7 грудня 2020 у Wayback Machine.]
- Демон Максвелла

## Виступи

### Виступи на фронті
- Батальйон Карпатська січ [Архівовано 4 грудня 2020 у Wayback Machine.]
- Шахта Бутівка [Архівовано 6 грудня 2020 у Wayback Machine.]
- Маріупольський концерт [Архівовано 30 листопада 2020 у Wayback Machine.]

### Живі виступи
- Piano Extremist зіграв у Музеї друкарства. Київ [Архівовано 6 грудня 2020 у Wayback Machine.]
- Piano-Extremist (Vinnitsa, 5/05/2014) [Архівовано 30 листопада 2020 у Wayback Machine.]
- Piano Extremist [Архівовано 5 грудня 2020 у Wayback Machine.]
- Piano Extremist - The morning after terrible night [Архівовано 30 листопада 2020 у Wayback Machine.]
- Піаніст Майдану [Архівовано 4 грудня 2020 у Wayback Machine.]
- Ukrainian soldier playing piano [Архівовано 30 листопада 2020 у Wayback Machine.]
- Я обіцяв багато не говорити, я буду грати – Piano Extremist [Архівовано 18 січня 2022 у Wayback Machine.]
- Запоріжжя [Архівовано 18 січня 2022 у Wayback Machine.]

## Piano Extremist у мас-медіа
- «Піаніст Майдану»: історія людини, яка створила образ, що облетів увесь світ [Архівовано 4 грудня 2020 у Wayback Machine.]
- Шість років після Майдану. Монолог Піаніста. Радіо Свобода [Архівовано 30 травня 2020 у Wayback Machine.]
- Faces Of Maidan: The Piano Extremist [Архівовано 6 грудня 2020 у Wayback Machine.]
- Найвідоміший піаніст Майдану возить музику на фронт [Архівовано 30 листопада 2020 у Wayback Machine.]
- Піаніст Майдану: Моя зброя – це фортепіано/ 24 канал [Архівовано 13 грудня 2020 у Wayback Machine.]
- The Piano Extremist: Maestro of Euromaidan  [Архівовано 30 листопада 2020 у Wayback Machine.]
- Вечір. Піаніст. Майдан [Архівовано 30 листопада 2020 у Wayback Machine.]

## Слухати Piano Extremist
- ITunes
- Apple Music
- Spotify

## Соціальні мережі
- Facebook Piano Extremist [Архівовано 21 квітня 2021 у Wayback Machine.]
- Soundcloud [Архівовано 14 лютого 2021 у Wayback Machine.]
- Behance [Архівовано 18 січня 2022 у Wayback Machine.]
- Pinterest [Архівовано 18 січня 2022 у Wayback Machine.]
- Fecebook Піаніст Майдану
- Instagram
- Youtube [Архівовано 4 грудня 2020 у Wayback Machine.]